# Irvette van Zyl
Irvette van Zyl (Sandton, Sudáfrica 5 de julio de 1987) es una corredora sudafricana de larga distancia y poseedora del récord mundial femenino de ultramaratón de 50 km. Compitió en el maratón de los Juegos Olímpicos de Verano de 2012, pero no terminó la carrera. Ha participado dos veces en el Maratón de Londres y estableció su mejor tiempo de 2:31:26 horas allí en 2013. En 2021 mejoró este tiempo en casi 3 minutos a 2:28:40 en el Maratón de Xiamen en Siena, Italia y nuevamente en 2022 en más de 2 minutos a 2:26:11 en el Maratón de Valencia en España.
Comenzó a correr desde muy joven, ganó el Zevenheuvelenloop a los quince años y corrió en categoría junior para Sudáfrica tres veces en el Campeonato Mundial de Cross Country de la IAAF. Representó a su país en el Campeonato Mundial de Medio Maratón de la IAAF del 2010. En el 2012 se casó con el vallista sudafricano Louis Jacob van Zyl.

## Carrera
Nacida en Sandton, Sudáfrica, su primera gran victoria llegó en Zevenheuvelenloop en 2002, donde a la edad de quince años ganó la carrera de alto perfil 15K mientras estaba de vacaciones en los Países Bajos. En 2003, ganó el título nacional juvenil en 1500 metros y estableció una mejor marca personal de 4:17,49 minutos. Compitió tres veces en la carrera juvenil en el Campeonato Mundial de Campo a través de la IAAF, quedando en el puesto 18 en 2002, 16 en 2003 y 26 en 2005.
Fue subcampeona en carreras de 10 km en Durban y Port Elizabeth en 2003. En 2004, corrió la mejor marca en los 3000 metros en 9:29,78 minutos. También estableció un mejor tiempo de 10.000 metros de 34: 19,54 minutos, ubicándose en segundo lugar en los campeonatos nacionales. En las carreteras ese año volvió a establecer nuevos récords, ganando los 10K de Ciudad del Cabo (33:12 min) y la media maratón de Bedfordview (75:49 min). Compitió con moderación entre 2005 y 2007, tiempo durante el cual estudió en la Universidad de Johannesburgo. Finalmente mejoró su mejor media maratón de 2004 con una carrera de 75:41 en Bloemfontein en 2008. Marcó su regreso al máximo nivel del atletismo con una victoria en los 10,000 en los campeonatos sudafricanos de 2009.
Ganó títulos nacionales en las distancias de 10K en ruta y pista. Una victoria en los campeonatos nacionales de media maratón con una mejor marca personal de 71:09 minutos le valió un lugar en el Campeonato Mundial de Media Maratón de la IAAF de 2010, donde en su debut internacional senior ocupó el puesto 49 en la general. La temporada 2011 la vio emerger como una corredora de ruta de élite. Dominó los 10K a nivel nacional, repitiendo su victoria en el título de Sudáfrica, obteniendo victorias en Durban, Pretoria y Ciudad del Cabo, y terminando el año con un mejor tiempo de 32:50 minutos para la distancia. También corrió extensamente en la media maratón, destacando un mejor tiempo de 70:56 minutos para el octavo lugar en la Media Maratón de la Ciudad de Nueva York y un segundo puesto en la Media Maratón Two Oceans.
Van Zyl hizo su debut en el maratón en el Maratón de Londres de 2012 y su tiempo de 2:33:41 le valió el puesto 18 y un lugar en el equipo sudafricano para los Juegos Olímpicos de Verano de 2012 en Londres. Sin embargo, no logró terminar en el maratón olímpico femenino a su regreso a la ciudad en agosto. Van Zyl comenzó 2013 con una racha de cuatro victorias en medios maratones sudafricanos. Quedó décima en la Maratón de Londres de 2013, completando la distancia en un tiempo de 2:31:26 horas. Corrió su mejor tiempo de 2:28:40 en el Xiamen Tuscany Camp Elite Marathon 2021 en Siena, Italia.
En mayo de 2021 rompió el récord mundial de ultramaratón de 50 km femenino con un tiempo de 3:04:23, superando el récord de la anterior poseedora Alyson Dixon por casi tres minutos.

## Marcas personales
- 1500 metros – 4:17.49 (2003)
- 3000 metros – 9:29.78 (2004)
- 5000 metros - 16:17.01 (2009)
- 10.000 metros - 34:19,94 (2004)
- Media maratón - 1:11:09 (2010)
- Maratón - 2:26:11 (2022)
- Ultramaratón de 50 km – 3:04:23 (2021)